# How the Earth Was Carpeted
How the Earth Was Carpeted è un cortometraggio muto del 1914 diretto da Ashley Miller.

## Produzione
Il film fu prodotto dalla Edison Company.

## Distribuzione
Distribuito dalla General Film Company, il film - un cortometraggio in una bobina - uscì nelle sale cinematografiche statunitensi il 2 febbraio 1914.